# 紅運 (1990年電視劇)
紅運是越南電影製片廠于1989年開始拍摄電影和並於1990年上映，撰寫的武重鳳同名長篇小說。

## 內容
這部電影揭露1930年代河內上流社會階級的所謂“文明”及其偽善。那個，它批判"長者"生活方式在越南革新開放時期。

## 製作列表

### 技術員
- 畫士：陶德

### 演員
| 演員   | 角色                               | 簡介 |
| 陳國重 | "紅頭髮"阿春                       | 街童之出身，得讚揚"博士"（Docteur Xuan）。 |
| 清沉   | 關副夫人                           | 稅關副官的寡婦。她是一个寡妇，曾结过两次婚，其第一任丈夫是法国人，生前任海关副关长。她一直以曾嫁给法国人为荣，所以虽然法国丈夫去世多年，她还是乐意让别人称呼自己 为“关长夫人”，婚恋观十分开放。 |
| 弄璋   | 鴻曾祖                             | 鴻老爺的椿庭，七十古来稀，行将就木。 |
| 范憑   | 鴻老爺                             | 。 |
| 黃嬿   | 鴻夫人                             | 。 |
| 武玉光 | 文明                               | 鴻老爺的孩子，元名"阿明"，常稱"文明先生"（Monsieur Van-Minh）。 |
| 如瓊   | 文明的美子                         | 元名"氏文"，常稱"文明夫人"（Madame Van-Minh）。 |
| 瓊花   | 黃昏                               | 文明的繼妹。她喜歡的跟隨個羅馬愛恩之模仿小說。 |
| 南強   | 判官                               | 審判官，黃昏的夫君，謙稱"角質判翁"。 |
| 寶玉   | 阿雪                               | 文明的季妹。她著名遍河城為貞白心魂。小儿在婚前就几番试图跟红头发阿春发生性行为。她是一个张口闭口女权的所谓新时代妇女，多次在蓬莱宾馆与情人幽会。                                                |
| 陳進   | TYPN（我愛婦女）                   | 時裝設計者，自稱"婦女衣服改革家"而"嬌派崇拜人"。 |
| 桂姮   | （無名氏）                         | TYPN的夫人。 |
| 鄭盛   | 長官MD（Monsieur Mille-deux）      | 公路警察員，穿東洋自行車運動冠軍。 |
| 鄭梅   | 長官MT（Monsieur Mille-trois）     | 公路警察員，北圻自行車運動冠軍。 |
| 陳奇   | 增福法師                           | 《木魚》时報主任。春曾被法师聘请为《木鱼》的顾问，目的是大力宣传他们那一派的佛教， 跟其他教派竞争佛教徒人数和相关捐赠。                                                                         |
| 阮俊   | 公子阿福                           | 關副的求嗣子，《我不》聯口。 |
| 國雄   | （無名氏）記者                     | 小報新聞筆手。他積極鼓動歐化的賣報。 |
| 光山   | 公子"秀才"阿新                     | 文明的季弟，攝影之獨嗜好。 |
| 日德   | 醫士直言（Docteur Truc-Ngon）      | 。 |
| 璘璧   | 約瑟夫·鐵（Monsieur Joseph Thiet） | "客廳"政治家。 |
| 陳孝   | 維克托·班（Victor Ban）            | 最初的賣違禁藥品，然後開"蓬萊"客棧。说剥削资本家中的代表維克托·班在房产、宾馆、药店等方面处心积虑地算计利润。                                                                                   |
| 黃閏琴 | （無名氏）詩士                     | 在蓬莱宾馆，红头发阿春在一场口占诗歌比赛中打败了对手，就是用他之前卖药时经常念叨的药物功能韵文材料。                                                                                            |
| 陶峰   | （無名氏）                         | 阿雪的未婚夫。 |
| 俊丑   | （無名氏）                         | 郎脾。 |
| 仕吉   | （無名氏）                         | 郎肺。 |
| 何文俅 | （無名氏）                         | 相數師。 |
| 孟生   | 阿春的伯父                         | 他直接抓住果贓阿春而莖他的老婆淋浴，所以"襯墊芭蕉流放"。 |
| 黃德勝 | （無名氏）                         | 遊蕩名。 |

## 文化
《红运》電影片中描写的二战前的安南社会全景图。它所反映的以河内为代表的東洋都市西化图景长篇電影《红运》虽然是虚构作品，但发挥了作家擅长的纪实文学优势，逼真地反映了当时東洋以河内为代表的都市西化图景，这种西化体现在如下诸多方面。
主人公红头发阿春的形象 《红运》中一号主人公是阿春，全称为“红头发阿春”。他那一头标志性红头发形象已经成了越南现 代文学史上的经典形象，堪比鲁迅塑造的阿Ｑ的赖头形象在中国现代文学史上的地位。安南人乃至黄种人，自古以来罕见天生红头发，而在上个世纪初，东方世界也无将头发染成彩色的 习俗；所以，阿春的一头红发在当时的社会分外鲜明，也分外具有欧亚混血特征，预示着他要洗刷自己的根和本我。作者在书中叙述他是一个从小失去父 母的流浪儿，热带的“阳光让他的头发变得像法国人一样红了...他在网球场求得一份捡球的差事，在那里大约只捡了一年左右的球。不过他学打网球非常快，赢得了球场里的法国人和安南人的喜欢”。
阿春他后来之所以从底层一步步攀上上流社会，与西式运动尤其是网球在河内的普及有关。而网球运 动最后还让他当上了万众瞩目的英雄，電影片最后部分写他与暹罗网球冠军的比赛中，在即将得胜时，听从法国总督的指示故意输掉了比赛，目的是为了“保持与友邦的友好”。比赛散场时，阿春站在汽车上慷慨激昂地宣称他“拒绝个人的声誉”，“挽救了祖国的安全与和平”。万众欢呼声雷动，欢呼这位“把他们从战争灾难的边缘拉回来的救国英雄和伟人”。他因此获得了总督府授予的“北斗”奖章，鸿老爷则宣布将女儿阿雪嫁给他。可以说，阿春的一切成就与网球运动息息相关。
当然阿春的西化不仅体现在红头发和网球运动上，更体现在他的社会价值观的迅速西化上。例如他曾到法国留学生文明开设的一家专门为“欧化”运 动中的女性服务的时装店帮忙，起初他看到那些袒 胸露乳的服装惊奇不已，但很快跟店长学会了如何 用听起来文雅的语言去兜售。他对一位面临丈夫压 迫的女顾客说“夫人您的衣服只不过显示出一副良善端正的样子，一点都不时尚”。然后向她推销那些 代表着“诗意”、“征服”、“别碰、住手”之类含义的新潮服装去改变形象，争取“女权”。后来他因为管理时装店成功而成了社会改革家。阿春还因曾帮人沿 街叫卖假药，熟悉了许多西方医药名词及药用功能，而摇身一变为医学院的学生，以此招摇撞骗。这在 此之前的越南的传统社会是无法想象的，因为在相 当长的历史时期，中药和中医一直享有很高的地位，15世纪一位安南出使中国的使臣黎文老曾言：“诗书所以淑人心，药石所以寿人命。本国自古以来，每资中国书籍、药材以明道理，以跻寿域”。可见，书籍和药材自古以来便是安南从中国输入的两大宗货物，对于他们的身心有着巨大影响。这种状况其实 一直持续到20世纪初。可是，到了《红运》里，到了红头发阿春的形象里，我们看到了西医及其受欢迎的新现象。
都市生活方式的西化《红运》反映了20世纪初越南社会迅速变化的 过程。随着市场的经济的发展，以河内为代表的安南都市面貌发生了巨大变化。《红运》一开头写居民 区不远的网球场里传来的网球声及用法语记录比分情况，将读者立刻带入西方文化视野里；接着写河内古街的人行道上卖柠檬水的男人、卖甘蔗的女人，反映随着法国资本主义的渗透，尤其是殖民者占用大量良田种植经济作物，不少失地农民被迫流亡到城市谋生的情况。